# Ahoy
Cet article concerne la salutation allemande. Pour la salle de omnisports de Rotterdam, voir Ahoy Rotterdam.

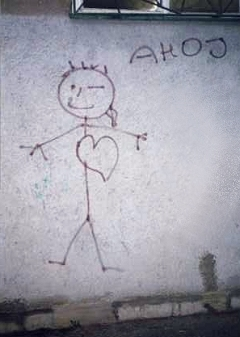
Un tag "Ahoj Bratislava".

Ahoy en anglais [əˈhɔɪ] ou Ahoi en allemand [aˈhɔi̯]  est un terme utilisé par les marins pour signaler un bateau ou une embarcation. Le mot est tombé en désuétude avant de redevenir à la mode par suite de la popularité du nautisme. Ahoy peut être utilisé comme un salut, un avertissement, ou un adieu.
Ahoj est employé dans les mêmes sens dans le langage des marins (notamment dans les chants de marins) en polonais.
En tchèque et en slovaque, Ahoj! [ˈaɦɔj] est le terme de salutation et de prise de congé le plus courant dans des situations non formelles dans tous les milieux.